# Chain Reaction Cycles (интернет-магазин)
Chain Reaction Cycles — интернет-магазин, специализирующийся на продаже спортивных товаров, ориентированных главным образом на велоспорт. Основан в До, Северная Ирландия, с 2013 года Chain Reaction Сycles является крупнейшим интернет-магазином велосипедов в мире
Chain Reaction Сycles специализируется на продаже одежды и снаряжения для различных дисциплин велоспорта, включая горный велосипед, BMX, велокросс, шоссейный велосипед, триатлон и экипировку для бега.

## История
Chain Reaction Сycles начинался, как небольшой магазин велосипедов под названием Ballinure Cycles, который был открыт в 1985 году Джорджем и Дженис Уотсон с помощью банковского кредита в £1500, в небольшой деревне Баллинур в Северной Ирландии.
Офис переехал в более просторное помещение в городе Балликлэр в 1989 году и название магазина было изменено на Ballyclare Cycles. За это время семья Уотсон организовала одни из первых гонках в Ирландии по Даунхилу и собрал первую в истории Северной Ирландии команду по Даунхилу.
Поскольку бизнес продолжал расти, была создана служба почтовых заказов и размещена реклама в велосипедных изданиях. В 1998 году бизнес переехал снова на склад, чтобы справиться с возросшим потоком заказов через почту.
В конце 1999 года компания зарегистрировала доменное имя www.ChainReactionCycles.com и запустила сайт Chain Reaction Сycles. Первой продажей стало звено от велосипедной цепи, проданной за 11 пенни. Продажи росли каждый год, и в итоге Chain Reaction Сycles стала крупнейшим в мире онлайн-магазином велосипедов. В 2011 году выручка составила £136.4 млн (€170 млн). пик продаж был в 2013 году на сумму 155,6 млн. К этому времени сайт был на нескольких языках, обеспечивая обслуживание и валютные операции для многих стран.

## Продукты
Chain Reaction Сycles продает оборудование и снаряжение для различных дисциплин велоспорта, включая горный велосипед, BMX, цикло-кросс и шоссейный велоспорт, а также оборудование для триатлона, мотокросса, бега и плавания. В 2014 году компания предоставляла каталог из 90 000 товаров и обрабатывала 6 000 заказов в день. Каждый месяц на веб-сайт заходит около 1,5 миллиона посетителей.

## Спонсирование гонщиков
Chain Reaction Сycles спонсируют велосипедные команды в нескольких различных дисциплинах, в том числе команду по даунхилу CRC/Nukeproof, команду по шоссейным велогонкам CRC/Vitus и команду CRC/ВМХ.
Компания также содержит велосипедные трейлы в Davagh forest.